# Икаалинен
И́каалинен (фин. Ikaalinen; швед. Ikalis) — город на юго-западе центральной части Финляндии, в провинции Пирканмаа. Площадь муниципалитета — 843,51 км², из которых водная поверхность составляет 93,16 км². В городе с 2005 по 2014 г. ежегодно проходил международный фестиваль исполнителей на народных инструментах Primus Ikaalinen.

## Население
Население Икаалинен по данным на 2023 год составляет 6,850 человек. Плотность населения — 9,13 чел/км². официальный язык — финский, родной для 99 % населения муниципалитета. Доля лиц в возрасте младше 15 лет составляет 14,2 %; лиц старше 65 лет 22,3 %.

## Известные уроженцы
- Криста Ляхтеэнмяки — финская лыжница
- Матти Питкянен — финский лыжник
- Эйно Салмелайнен — финский режиссёр и театральный деятель.